# 5917 Чібасаї
5917 Чібасаї (5917 Chibasai) — астероїд головного поясу, відкритий 7 липня 1991 року.
Тіссеранів параметр щодо Юпітера — 3,360.